# Ottone di Ballenstedt
Ottone di Ballenstedt, detto il Ricco, (in tedesco Otto von Ballenstedt, der Reiche; 1070 – 9 febbraio 1123) fu duca di Sassonia per un solo anno, nel 1122. Egli fu il padre di Alberto l'Orso, il primo margravio di Brandeburgo.

## Biografia

### Origini
Egli apparteneva alla dinastia di Ascania, figlio del conte Adalberto II di Ballenstedt e di sua moglie Adelaide di Weimar-Orlamünde della stirpe di Weimar. Il figlio maggiore, Ottone, ricevette la contea di Ballenstedt in Sassonia alla morte del padre intorno all'anno 1080. Il fratello minore Sigfrido ereditò dalla madre la contea di Weimar-Orlamünde. Il matrimonio di quest'ultima con il conte palatino Ermanno II di Lotaringia della dinastia degli Azzoni, poi con Enrico II di Laach, permise a Sigfrido di divenire conte palatino del Reno. 
Secondo lo Sachsenspiegel, gli antenati di Ottone provenivano dalla Svevia; tra questi c'era un nobile Adalberto che aveva sposato Hidda (?), figlia del margravio Odo di Lusazia († 993). Il padre di Ottone, Adalberto II è indicato come conte in un atto del re Enrico IV nel 1073; in quella data fu uno dei protagonisti della rivolta sassone. 

### Espansione

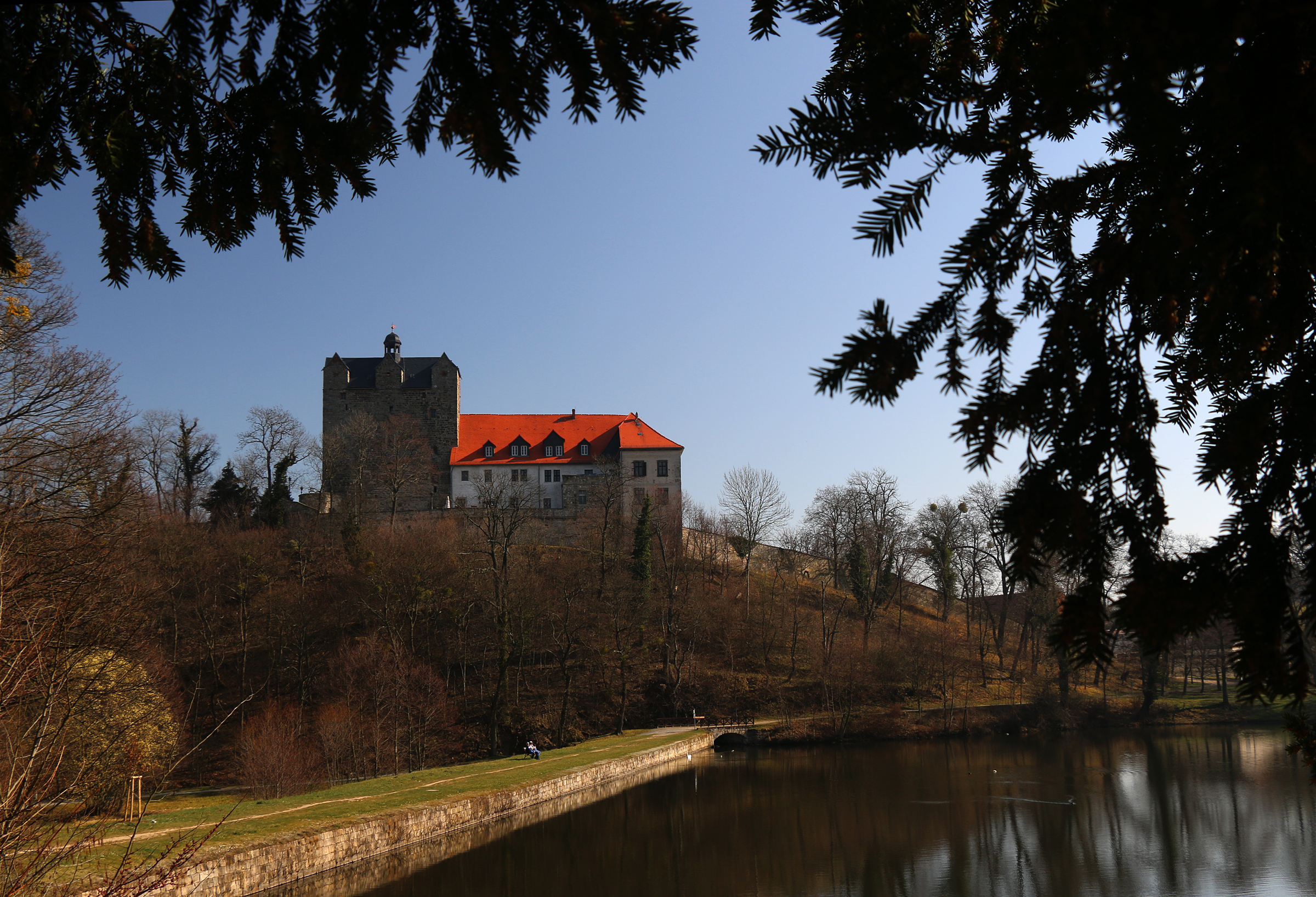
Castello di Ballenstedt.

Intorno all'anno 1094 Ottone sposò Eilika Billung, figlia del duca Magnus di Sassonia. Suo cognato fu Enrico il Nero, della dinastia Welfen di Baviera, che era sposato con la sorella maggiore di Eilika, Wulfhilde. Quando la dinastia Billung scomparve con la morte del duca Magnus nel 1106, tra i due sorse una disputa sulla successione; la terza parte era Lotario di Supplimburgo che fu infine nominato duca di Sassonia dal re Enrico V. Alcuni decenni dopo, il conflitto per il possesso del ducato di Sassonia si riaccese tra il figlio di Ottone, Alberto Orso, e il nipote di Enrico il Nero, Enrico il Leone. 
Nel 1112 Enrico V tolse il titolo di duca a Lotario di Supplimburgo e Ottone venne nominato duca di Sassonia; dopo pochi mesi, tuttavia, l'imperatore si riconciliò con Lotario e l'attribuzione della Sassonia a Ottone fu annullata. Il conte si concentrò quindi nelle conquiste nella marca orientale sassone attraverso il fiume Elba, in particolare nelle aree dell'antica marca del Nord dove combatté contro le tribù slave (precisamente contro i Venedi). Le sue conquiste territoriali intorno a Zerbst e Köthen costituirono la base del futuro principato di Anhalt. Successivamente il principe slavo Pescorelav, convertito al cristianesimo e battezzato con il nome di Enrico, lascerà in eredità il suo paese nella vecchia marca del Nord la sua capitale Brandeburgo ad Alberto Orso. 
Ottone morì nel 1123. Poco prima aveva trasformato la sua residenza a Ballenstedt in un'abbazia benedettina.

## Matrimonio e figli
Nel 1094 sposò Eilika di Sassonia († 1142), figlia di Magnus, duca di Sassonia, della dinastia Billung. Essi ebbero 
- Alberto l'Orso († 1170), primo margravio di Brandeburgo dal 1157;
- Adelaide († dopo il 1139), che sposò in prime nozze Enrico IV di Stade († 1128), conte di Stade e margravio della marca del Nord, appartenente alla dinastia degli Odoniani; sposò in seconde nozze Guarniero di Veltheim († 1170), conte di Osterburg.

## Ascendenza
|                              |                         |                        | Genitori                |  |  | Nonni |  |  | Bisnonni |  |  | Trisnonni |  |
|                              |                         |                        |                         |  |  |       |  |  | …        |  |  | …         |  |
|                              |                         |                        |                         |  |  |       |  |  | …        |  |  | …         |  |
|                              |                         | …                      |                         |  |  |       |  |  | …        |  |  |           |  |
| Esico di Ballenstedt         |                         |                        |                         |  |  |       |  |  | …        |  |  |           |  |
|                              |                         | …                      | …                       |  |  |       |  |  |          |  |  |           |  |
|                              |                         | …                      | …                       |  |  |       |  |  |          |  |  |           |  |
|                              |                         | …                      | …                       |  |  |       |  |  |          |  |  |           |  |
| Adalberto II di Ballenstedt  |                         | …                      |                         |  |  |       |  |  |          |  |  |           |  |
|                              |                         | Ermanno II di Svevia   | Corrado I di Svevia     |  |  |       |  |  |          |  |  |           |  |
|                              |                         | Ermanno II di Svevia   | Corrado I di Svevia     |  |  |       |  |  |          |  |  |           |  |
|                              |                         | Ermanno II di Svevia   | …                       |  |  |       |  |  |          |  |  |           |  |
| Matilde di Svevia            |                         | Ermanno II di Svevia   |                         |  |  |       |  |  |          |  |  |           |  |
|                              |                         | Gerberga di Borgogna   | Corrado III di Borgogna |  |  |       |  |  |          |  |  |           |  |
|                              |                         | Gerberga di Borgogna   | Corrado III di Borgogna |  |  |       |  |  |          |  |  |           |  |
|                              |                         | Gerberga di Borgogna   | Matilde di Francia      |  |  |       |  |  |          |  |  |           |  |
| Ottone di Ballenstedt        |                         | Gerberga di Borgogna   |                         |  |  |       |  |  |          |  |  |           |  |
|                              | Guglielmo III di Weimar | Guglielmo II di Weimar |                         |  |  |       |  |  |          |  |  |           |  |
|                              | Guglielmo III di Weimar | Guglielmo II di Weimar |                         |  |  |       |  |  |          |  |  |           |  |
|                              | Guglielmo III di Weimar | …                      |                         |  |  |       |  |  |          |  |  |           |  |
| Ottone I di Meißen           | Guglielmo III di Weimar |                        |                         |  |  |       |  |  |          |  |  |           |  |
|                              |                         | Oda di Sassonia        | Tietmaro IV             |  |  |       |  |  |          |  |  |           |  |
|                              |                         | Oda di Sassonia        | Tietmaro IV             |  |  |       |  |  |          |  |  |           |  |
|                              |                         | Oda di Sassonia        | …                       |  |  |       |  |  |          |  |  |           |  |
| Adelaide di Weimar-Orlamünde |                         | Oda di Sassonia        |                         |  |  |       |  |  |          |  |  |           |  |
|                              |                         | Lamberto II di Lovanio | Lamberto I di Lovanio   |  |  |       |  |  |          |  |  |           |  |
|                              |                         | Lamberto II di Lovanio | Lamberto I di Lovanio   |  |  |       |  |  |          |  |  |           |  |
|                              |                         | Lamberto II di Lovanio | Gerberga di Lorena      |  |  |       |  |  |          |  |  |           |  |
| Adela di Brabante            |                         | Lamberto II di Lovanio |                         |  |  |       |  |  |          |  |  |           |  |
|                              |                         | Oda di Verdun          | Gothelo I di Lorena     |  |  |       |  |  |          |  |  |           |  |
|                              |                         | Oda di Verdun          | Gothelo I di Lorena     |  |  |       |  |  |          |  |  |           |  |
|                              |                         | Oda di Verdun          | …                       |  |  |       |  |  |          |  |  |           |  |
|                              |                         | Oda di Verdun          |                         |  |  |       |  |  |          |  |  |           |  |